# Begraafplaats van Anor
De Begraafplaats van Anor is een gemeentelijke begraafplaats in de Franse gemeente Anor in het Noorderdepartement. De begraafplaats ligt in het noordoosten van het dorpscentrum van Anor.

## Oorlogsgraven
Op de begraafplaats bevinden zich een aantal oorlogsgraven uit de Eerste Wereldoorlog.
Er bevinden zich drie Britse oorlogsgraven. De drie militairen sneuvelde in oktober 1918. De graven worden onderhouden door de Commonwealth War Graves Commission. In de CWGC-registers is de begraafplaats opgenomen als Anor Communal Cemetery.
Naast de drie Britse graven liggen ook 8 Russische graven uit de Eerste Wereldoorlog. Twee van deze Russische graven zijn van niet-geïdentificeerde soldaten, de 6 andere soldaten sneuvelden in 1917.
De oorlogsgraven liggen aan de zuidwestelijke rand van de begraafplaats.